# CAPM
Capital Asset Pricing Model (сокр. CAPM, с англ.  досл.: «модель ценообразования капитальных активов») — модель оценки финансовых активов. Модель используется для того, чтобы определить требуемый уровень доходности актива, который предполагается добавить к уже существующему хорошо диверсифицированному портфелю с учётом рыночного риска этого актива.

## Термин
В сокращённом виде может произноситься как ка́п-э́м (с небольшой паузой), капэ́м(без паузы). В русскоязычной литературе встречается также аббревиатура МОДА, то есть «модель оценки долгосрочных активов».

## Формула
Теория оценки акций предполагает, что премия за риск растёт пропорционально β-коэффициенту акции или инвестиционного портфеля.
Модель оценки долгосрочных активов имеет следующий вид:
{\displaystyle E(R_{i})=R_{f}+\beta _{i}(E(R_{m})-R_{f}),}
где:
- {\displaystyle E(R_{i})} — ожидаемая ставка доходности на долгосрочный актив;
- {\displaystyle R_{f}} — безрисковая ставка доходности;
- {\displaystyle \beta _{i}} — коэффициент чувствительности актива к изменениям рыночной доходности {\displaystyle R_{m}}, выраженный как ковариация доходности актива {\displaystyle R_{i}} с доходностью всего рынка {\displaystyle R_{m}} по отношению к дисперсии доходности всего рынка {\displaystyle \sigma ^{2}(R_{m})}, равный {\displaystyle \beta _{i}={\frac {\mathrm {cov} (R_{i},R_{m})}{\mathrm {\sigma ^{2}} (R_{m})}}}; β-коэффициент для рынка в целом всегда равен единице;
- {\displaystyle E(R_{m})} — ожидаемая доходность рыночного портфеля;
  - {\displaystyle E(R_{m})-R_{f}} — премия за риск вложения в акции, равна разнице ставок рыночной и безрисковой доходности.

Бета-коэффициент акции является мерой рыночного риска акции, показывая изменчивость доходности акции к доходности на рынке в среднем (применяется для оценки риска вложений в ценные бумаги).
За безрисковую ставку дохода на американском и международном рынках принято брать ценные бумаги, выпущенные американским правительством (T-bills). В некоторых случаях также принимают ставки по ценным бумагам Великобритании. С 2011 года идет обсуждение того, является ли любой доход по проценту безрисковым на самом деле.

## История
Модель была разработана Джеком Трейнором (1961, 1962), Уильямом Шарпом (1964), Джоном Литнером (1965а, б) и Яном Моссином (1966) в 60-х годах независимо друг от друга. Модель строится на теории портфельного выбора Гарри Марковица.

## Постановка проблемы
Предмет портфельной теории — прибыльность и риски по ценным бумагам. При этом, доходность вытекает непосредственно из курса акции. CAPM в этом ключе идёт немного дальше и исследует рыночное равновесие, равновесные рыночные курсы, которые устанавливаются, если все участники рынка выстраивают эффективные портфели ценных бумаг в полном соответствии с портфельной теорией.
Ценообразование для одной ценной бумаги оказывает влияние на ценообразование другой ценной бумаги. Равновесные цены должны в таком случае достигаться синхронно и автоматически.
Равновесные цены важны для определения надбавки за риск:
- При оценке предприятия они служат для определения капитальных затрат. Посредством определения рыночной цены через риск достигается объективность.
- Риск-менеджмент посредством равновесных цен позволяет оценить фонды акций. При этом встречается изречение о измеримости добавочного риска основываясь на средней добавочной доходности.

## Построение модели

Рынок представлен индексом Доу Джонса, где рассмотрены месячные данные с января 2004 года по ноябрь 2006 года, процентная ставка была взята константой 2,9 %. Линия регрессии представлена серой линией, SML — сиреневой.

Предварительный этап CAPM — модель линии рынка капитала (англ. Capital Market Line, CML), в то время как модель линии рынка ценных бумаг (англ. Security Market Line, SML) представляет собой самостоятельную модель. CAPM строится на тех же предпосылках, что и портфельная теория. Сюда же можно отнести сильно упрощенные допущения совершенного рынка.
Из этого допущения следует, что все без исключения инвесторы образуют на основе портфельной теории один, в одинаковой степени сложный портфель ценных бумаг. В этом, так называемом, рыночном портфеле, все находящиеся в обороте ценные бумаги существуют в отношении к их рыночной стоимости. (Допущение равновесного состояния означает: если бы были даны не эффективные по μ и σ ценные бумаги, они были бы проданы и/или обменены на эффективные с этой точки зрения бумаги. В результате изменилась бы их цена, а значит и ожидаемая доходность до μ' эффективного, следовательно установилось бы равновесие).